# تظاهر الأربعاء
تظاهر الأربعاء (هانغل: 수요 집회)، ويسمي رسميا تظاهر يطالب اليابان بإصلاح مشاكل نساء المتعة (هانغل: 위안부 문제 해결 을 위한 정기 수요 시위)، هو احتجاج أسبوعي في كوريا يهدف إلى الحصول على العدالة من الحكومة اليابانية فيما يتعلق بنظام الاستعباد الجنسي واسع النطاق الذي ظهر في ظل حكم اليابان الإمبراطوري إبان الحرب العالمية الثانية (تعرف ضحاياه عادة باسم «نساء المتعة»). ويتم هذا التظاهر كل أسبوع بحضور نساء المتعة الناجين يوم الأربعاء ظهرا أمام سفارة اليابان في سيول.

## الخلفية
هذا الاحتجاج الاسبوعي يقوم بتنظيمه المجلس الكوري للنساء اللاتي جندتهن اليابان للاستعباد الجنسي، ويشار إليه عادة باسم المجلس الكوري. وقعت المظاهرة الأولى في 8 يناير 1992، أثناء زيارة رئيس وزراء اليابان كييتشي ميازاوا لكوريا، ووصلت إلي ألف مظاهرة في 14 ديسمبر 2011. ومنذ 1992، يعتبر الاحتجاج الوحيد يوم الأربعاء الذي غاب عنه المجلس الكوري ونساء المتعة السابقات كان أثناء زلزال كوبي في اليابان عام 1995. ولقد تم تسجيل مظاهرة الأربعاء في مارس عام 2002 في موسوعة جينيس للأرقام القياسية كأقدم مسيرة في العالم ذات هدف واحد.
هذه السنوات الطويلة من الاحتجاجات الأسبوعية لا تزال مستمرة لأن الحكومة اليابانية في اعتقادهم لم تقدم أي اعتذار رسمي مخلص لهؤلاء الضحايا. في عام 2007، استنكر رئيس وزراء اليابان السابق شينزو آبي لعدم وجود موقف حاسم من الحكومة اليابانية في جمع تلك النساء، علما بانه لايزال يتوجب عليها في الوقت الحاضر أن تتخذ موقف بشأن هذه القضية.
عُمل اتفاق وقعت عليه حكومة الرئيس بارك غن هي في ديسمبر عام 2015 وهي الرئيس الأسبق لمون جاي إن الآن، مع رئيس الوزراء آبي شينز فيما يتعلق بقضية نساء المتعة، لكن الاحتجاج لم يتوقف بعدها، حيث كان الاتفاق مجرد صفقة تمت دون موافقة الضحايا لدوافع تحركها مصلحة حكومة بارك. ولقد دعم هذا الاتفاق وزير خارجية كوريا الجديد، كانغ كيونغ، مشيرا الي اختلاف الدولتين فيما يتعلق بالصفقة التي تم التوصل إليها في عام 2015. إلا أنه قد قامت حكومة الرئيس مون جاي-ين بإلغاء الصفقة رسميًا في نوفمبر 2018.

## أهداف
وفقا للمجلس الكوري، فإن «مظاهرات الأربعاء تحولت إلى مكان للتضامن بين المواطنين والضحايا، ومرجعاً حيًا للدراسات التاريخية، ومنبرًا للسلام وحقوق الإنسان للمرأة حيث  تجمع الناس في تضامنا يتجاوز الجنس، والعمر، والحدود».
يقر المجلس الكوري بأنه سيستمر في الاحتجاج حتى تعيد كوريا للضحايا حقوقهم وكرامتهم بالكامل.
هدفهم في الاحتجاج هو «استعادة الكرامة وحقوق الإنسان لنساء المتعة». والأهداف العامة للمجلس الكوري في حل جرائم الحرب بشكل كامل هي:
- الاعتراف بجريمة الحرب.
- كشف الحقيقة الكاملة راء جرائم العبودية الجنسية العسكرية.
- تقديم اعتذار رسمي من الحكومة اليابانية.
- تطبيق التعويضات القانونية.
- معاقبة المسؤولين عن جريمة الحرب.
- تسجيل الجريمة بدقة في كتب التاريخ المدرسية.
- إقامة نصب تذكاري لضحايا الاستعباد الجنسي العسكري وإنشاء متحف تاريخي.